# Philip Kirkup
Philip Kirkup, britanski general, * 1893, † 1959.